# Lampides alvenus
Lampides alvenus är en fjärilsart som beskrevs av Hans Fruhstorfer 1921. Lampides alvenus ingår i släktet Lampides och familjen juvelvingar. Inga underarter finns listade i Catalogue of Life.